# Hovs kommun
Hovs kommun (färöiska: Hovs kommuna) är en kommun på Färöarna, belägen på den sydligaste ön Suðuroys östkust. Kommunen omfattar endast en ort, Hov och gör den därmed till en av de minsta. Vid folkräkningen 2015 hade kommunen 110 invånare.

## Befolkningsutveckling
| Befolkningsutvecklingen i Hovs kommun 1985–2015 | Befolkningsutvecklingen i Hovs kommun 1985–2015 | Befolkningsutvecklingen i Hovs kommun 1985–2015 | Befolkningsutvecklingen i Hovs kommun 1985–2015 | Befolkningsutvecklingen i Hovs kommun 1985–2015 |
| ----------------------------------------------- | ----------------------------------------------- | ----------------------------------------------- | ----------------------------------------------- | ----------------------------------------------- |
|                                                 |                                                 |                                                 |                                                 |                                                 |
| År                                              |                                                 |                                                 | Folkmängd                                       |                                                 |
| 1985                                            | 1985                                            |                                                 | 148                                             |                                                 |
| 1990                                            | 1990                                            |                                                 | 167                                             |                                                 |
| 1995                                            | 1995                                            |                                                 | 137                                             |                                                 |
| 2000                                            | 2000                                            |                                                 | 118                                             |                                                 |
| 2005                                            | 2005                                            |                                                 | 131                                             |                                                 |
| 2010                                            | 2010                                            |                                                 | 121                                             |                                                 |
| 2015                                            | 2015                                            |                                                 | 110                                             |                                                 |
|                                                 |                                                 |                                                 |                                                 |                                                 |